# Rigmor Gustafsson
Rigmor Gustafsson (* 12. April 1966 in Värmskog) ist eine schwedische Jazzsängerin mit einer sehr schlanken und beweglichen Stimme. Eine ihrer Spezialitäten ist der Scat-Gesang; ihre Gesangslinien gleichen häufig denen einer Gitarristin.

## Leben und Wirken
Rigmor Gustafsson wächst im südschwedischen Värmland auf. Mit neun Jahren beginnt sie, Gitarre zu spielen. Bereits in ihrer Jugend wird ihr Interesse am Gesang und ihre Leidenschaft für den Jazz geweckt. Ihr Studium von 1986 bis 1992 an der Royal Academy of Music in Stockholm schließt sie als Master im Fach Jazzgesang ab. Zu dieser Zeit hat sie sich in der schwedischen Jazzszene bereits einen Namen als talentierte Jazzvokalistin gemacht. Zwecks weiterer Studien zieht Rigmor Gustafsson 1993 nach New York, wo sie am Mannes College of Music bei Musikern wie Reggie Workman, Joe Chambers, Richie Beirach, Clark Terry, Phil Markovitz und Sheila Jordan lernt. Nach Auftritten mit Fred Hersch und Ted Rosenthal sowie Aufnahmen als Gastsängerin bei Randy Brecker, Bob Mintzer und Dick Oatts gründet sie bald darauf ihr eigenes Quintett mit internationaler Besetzung. Des Weiteren nimmt sie das Angebot an, selbst am Mannes College zu unterrichten. 
Probleme mit der Verlängerung ihres Visums in den USA und ein gleichzeitiges Angebot, als Gastdozentin am Konservatorium in Stockholm zu lehren, veranlassen Gustafsson 1996 schließlich, nach Europa zurückzukehren. Ihr im gleichen Jahr veröffentlichtes Debütalbum In the Light of Day sowie das zwei Jahre später erscheinende Album Plan # 46 sind samt den zugehörigen Konzerttourneen in mehreren europäischen Ländern wie z. B. Deutschland und der Schweiz recht erfolgreich. 1999 formiert sie aus schwedischen Musikern ein neues Quintett und nimmt mit diesen im Jazzclub Mosebacke in Stockholm ein Live-Album auf, das 2000 veröffentlicht wird. In den folgenden Jahren gibt Gustafsson internationale Konzerte in Malaysia, Südafrika und den USA. Sie tourt durch Australien und Europa und tritt auf bekannten Festivals wie dem JazzFest Berlin (2001) und Jazz Baltica (2002) auf. 2002 wechselt sie zu dem deutschen Label ACT und ist als Gastsängerin auf dem Album Sentimental Journey des schwedischen Jazzposaunisten Nils Landgren erfolgreich. Dieser wird auch Mitstreiter und Produzent des nächsten Albums von Rigmor Gustafsson. I Will Wait For You zusammen mit Nils Landgren And The Flashquartet aus dem Jahr 2003 gewinnt in Deutschland einen Jazz Award und erhält eine Grammy-Nominierung. 2004 nimmt Gustafsson zusammen mit dem Pianisten Jacky Terrasson, den sie bei der Konzerttour Jazznights durch Deutschland und Kanada 2003 kennenlernte, und dessen Trio das Album Close to You, eine Hommage an Dionne Warwick, auf. Das Album, wiederum von Nils Landgren produziert, erreicht Platz 1 der schwedischen Jazzcharts und wird ebenfalls für einen Grammy nominiert. 2006 wird die CD On My Way to You mit Musik von Michel Legrand veröffentlicht; es folgte 2007 die CD Alone with You, die mit dem schwedischen Musikpreis Grammis in der Kategorie Jazz ausgezeichnet wird. 
2013 wurde Gustafsson mit dem Jazzpreis der Königlich Schwedischen Musikakademie gewürdigt. 2018 erhielt sie den Jazzpreis Guldkatten des schwedischen Radiokanals P2.

## Diskografische Hinweise

### Als Leader
- In the Light of Day (Februar 1997; mit Tino Derado, Gabriel Coburger, Hans Glawischnig und Roland Schneider)
- Plan # 46 (November 1998; mit Tino Derado, Gabriel Coburger, Hans Glawischnig und Roland Schneider)
- Rigmor Gustafsson Live (März 2000; mit Jacob Karlzon, Karl-Marlin Almquist, Hans Andersson und Jonas Holgersson)
- I Will Wait for You (September 2003; mit Nils Landgren, Staffan Svensson, Roberto di Gioia, Lars Danielsson, Wolfgang Haffner und The Flashquartet, DE: Gold (German Jazz-Award))[5]
- Close to You (Oktober 2004; mit Jacky Terrasson, Sean Smith, Eric Harland und Nils Landgren)
- On My Way to You (März 2006; mit Jonas Östholm, Christian Spering und Jonas Holgersson)
- Alone with You (Oktober 2007; mit Jonas Östholm, Max Schultz, Lars Danielsson und Eric Harland)
- Calling You (Februar 2010; mit Johannes Dickbauer, Bernie Mallinger, Cynthia Liao und Asja Valčić)
- When You Make Me Smile (August 2014; mit Jonas Östholm, Martin Höper, Jonas Holgersson und Magnus Lindgren)

### Als Sidewoman
- Mika Pohjola Scandinavian Yuletide Voices (2005)